# Caribbean Cup 2014
De Caribbean Cup 2014 was de 18de editie van het internationale voetbaltoernooi voor de leden van de Caraïbische Voetbalunie (CFU). Het toernooi werd van 11 tot en met 18 november 2014 gehouden in Jamaica, in het Montego Bay Sports Complex in Montego Bay. Gastland Jamaica won de titel voor de zesde maal door Trinidad en Tobago te verslaan via strafschoppen.
Het kampioenschap fungeerde als kwalificatietoernooi voor de CONCACAF Gold Cup 2015; de beste vier (Jamaica, Trinidad en Tobago, Haïti en Cuba) plaatsten zich direct voor de Gold Cup en de nummer vijf (Frans-Guyana, de beste nummer drie in de groepsfase) moest een play-offwedstrijd spelen tegen Honduras, de nummer vijf van het Copa Centroamericana 2014. Daarnaast is Jamaica als winnaar automatisch gekwalificeerd voor de Copa América Centenario in 2016.

## Organisatie
Op 17 maart 2014 werd bekendgemaakt dat Jamaica het gastland zou zijn voor de 18e editie van de Caribbean Cup. Alle wedstrijden werden gespeeld in het Montego Bay Sports Complex in het toeristische Montago Bay.

## Gekwalificeerde landen
| Ploeg              | Kwalificatie    | Aantal deelnames | Beste prestatie | FIFA-ranglijst (oktober) |
| ------------------ | --------------- | ---------------- | --------------- | ------------------------ |
| Jamaica            | Gastland        | 15               | Winnaar         | 113                      |
| Cuba               | Titelverdediger | 11               | Winnaar         | 112                      |
| Trinidad en Tobago | nr. 1 Groep 7   | 18               | Winnaar         | 49                       |
| Antigua en Barbuda | nr. 2 Groep 7   | 8                | Vierde plaats   | 70                       |
| Haïti              | nr. 1 Groep 8   | 9                | Winnaar         | 93                       |
| Frans-Guyana       | nr. 2 Groep 8   | 3                | Eerste ronde    | n.v.t.¹                  |
| Martinique         | nr. 1 Groep 9   | 12               | Winnaar         | n.v.t.¹                  |
| Curaçao            | nr. 2 Groep 9   | 3²               | Vierde plaats   | 147                      |

1. Frans-Guyana en Martinique zijn geen lid van de FIFA en staan daarom niet op de FIFA-wereldranglijst.
2. Dit is inclusief de deelnames van de voormalige Nederlandse Antillen.

## Stadion
| Montego Bay                                  |
| -------------------------------------------- |
| Montego Bay Sports Complex Capaciteit: 7.000 |
| · Montego Bay                                |

## Scheidsrechters
De organisatie nodigde 8 scheidsrechters uit voor dit toernooi. 

## Groepsfase
Betekenis van de kleuren:
| Groen: geplaatst voor de finale en voor de CONCACAF Gold Cup 2015        |
| Oranje: geplaatst voor de troostfinale en voor de CONCACAF Gold Cup 2015 |
| Geel: geplaatst voor de play-offwedstrijd voor de CONCACAF Gold Cup 2015 |

### Groep A
| Land               | Wed | Win | Gel | Ver | DV | DT | +/− | Ptn |
| ------------------ | --- | --- | --- | --- | -- | -- | --- | --- |
| Trinidad en Tobago | 3   | 2   | 1   | 0   | 7  | 4  | +3  | 7   |
| Cuba               | 3   | 1   | 2   | 0   | 4  | 3  | +1  | 5   |
| Frans-Guyana       | 3   | 1   | 1   | 1   | 7  | 6  | +1  | 4   |
| Curaçao            | 3   | 0   | 0   | 3   | 5  | 10 | −5  | 0   |

|                                                   |                       |                  |                                    |                                                          |
| 11 november 2014 «onderlinge duels» 17:30 (UTC−5) | Curaçao               | 2 − 3            | Trinidad en T.                     | Montego Bay Sports Complex Scheidsrechter: Trevor Taylor |
| 11 november 2014 «onderlinge duels» 17:30 (UTC−5) | Meulens 18' Maria 48' | Wedstrijdverslag | 26', 38' (pen) K. Jones 52' Molino | Montego Bay Sports Complex Scheidsrechter: Trevor Taylor |

|                                |              |                  |              |                                                         |
| 11 november 2014 20:00 (UTC−5) | Cuba         | 1 – 1            | Frans-Guyana | Montego Bay Sports Complex Scheidsrechter: Joel Aguilar |
| 11 november 2014 20:00 (UTC−5) | Martínez 57' | Wedstrijdverslag | 90+4' Solvi  | Montego Bay Sports Complex Scheidsrechter: Joel Aguilar |

|                                |                                                |                  |                            |                                                          |
| 13 november 2014 17:30 (UTC−5) | Trinidad en T.                                 | 4 − 2            | Frans-Guyana               | Montego Bay Sports Complex Scheidsrechter: Sandy Vásquez |
| 13 november 2014 17:30 (UTC−5) | Molino 17', 58' Peltier 62' (pen) Guerra 90+2' | Wedstrijdverslag | 64' St. Claire 84' Legrand | Montego Bay Sports Complex Scheidsrechter: Sandy Vásquez |

|                                                   |                             |                  |                                    |                                                            |
| 13 november 2014 «onderlinge duels» 20:00 (UTC−5) | Curaçao                     | 2 − 3            | Cuba                               | Montego Bay Sports Complex Scheidsrechter: Wilson Da Costa |
| 13 november 2014 «onderlinge duels» 20:00 (UTC−5) | Rajcomar 45' Nepomuceno 69' | Wedstrijdverslag | 15' Corrales 51' López 90+5' Leiva | Montego Bay Sports Complex Scheidsrechter: Wilson Da Costa |

|                                |                                         |                  |             |                                                       |
| 15 november 2014 17:30 (UTC−5) | Frans-Guyana                            | 4 − 1            | Curaçao     | Montego Bay Sports Complex Scheidsrechter: Leo Clarke |
| 15 november 2014 17:30 (UTC−5) | St. Clair 18' Fabien 26', 64' Adipi 34' | Wedstrijdverslag | 84' Meulens | Montego Bay Sports Complex Scheidsrechter: Leo Clarke |

|                                                   |                  |       |                |                                                          |
| 15 november 2014 «onderlinge duels» 20:00 (UTC−5) | Cuba             | 0 − 0 | Trinidad en T. | Montego Bay Sports Complex Scheidsrechter: Trevor Taylor |
| 15 november 2014 «onderlinge duels» 20:00 (UTC−5) | Wedstrijdverslag |       |                | Montego Bay Sports Complex Scheidsrechter: Trevor Taylor |

### Groep B
| Land               | Wed | Win | Gel | Ver | DV | DT | +/− | Ptn |
| ------------------ | --- | --- | --- | --- | -- | -- | --- | --- |
| Jamaica            | 3   | 2   | 1   | 0   | 6  | 1  | +5  | 7   |
| Haïti              | 3   | 1   | 1   | 1   | 5  | 4  | +1  | 4   |
| Martinique         | 3   | 1   | 1   | 1   | 3  | 4  | −1  | 4   |
| Antigua en Barbuda | 3   | 0   | 1   | 2   | 2  | 7  | −3  | 1   |

|                                                   |                         |                  |                      |                                                       |
| 12 november 2014 «onderlinge duels» 17:30 (UTC−5) | Haïti                   | 2 − 2            | Antigua en Barbuda   | Montego Bay Sports Complex Scheidsrechter: Leo Clarke |
| 12 november 2014 «onderlinge duels» 17:30 (UTC−5) | Alcenat 23' Belfort 36' | Wedstrijdverslag | 58' Weston 60' Byers | Montego Bay Sports Complex Scheidsrechter: Leo Clarke |

|                                |              |                  |            |                                                                  |
| 12 november 2014 20:00 (UTC−5) | Jamaica      | 1 – 1            | Martinique | Montego Bay Sports Complex Scheidsrechter: Roberto García Orozco |
| 12 november 2014 20:00 (UTC−5) | Mattocks 22' | Wedstrijdverslag | 29' Arquin | Montego Bay Sports Complex Scheidsrechter: Roberto García Orozco |

|                                |            |                  |                               |                                                          |
| 14 november 2014 17:30 (UTC−5) | Martinique | 0 − 3            | Haïti                         | Montego Bay Sports Complex Scheidsrechter: Sherwin Moore |
| 14 november 2014 17:30 (UTC−5) |            | Wedstrijdverslag | 52' Guerrier 63', 90' Belfort | Montego Bay Sports Complex Scheidsrechter: Sherwin Moore |

|                                                   |                                      |                  |                    |                                                           |
| 14 november 2014 «onderlinge duels» 20:00 (UTC−5) | Jamaica                              | 3 − 0            | Antigua en Barbuda | Montego Bay Sports Complex Scheidsrechter: Ricardo Cerdas |
| 14 november 2014 «onderlinge duels» 20:00 (UTC−5) | Lawrence 30' Mattocks 43' Austin 88' | Wedstrijdverslag |                    | Montego Bay Sports Complex Scheidsrechter: Ricardo Cerdas |

|                                |                    |                  |                     |                                                                  |
| 16 november 2014 17:30 (UTC−5) | Antigua en Barbuda | 0 − 2            | Martinique          | Montego Bay Sports Complex Scheidsrechter: Roberto García Orozco |
| 16 november 2014 17:30 (UTC−5) |                    | Wedstrijdverslag | 57' Buval 90' Goron | Montego Bay Sports Complex Scheidsrechter: Roberto García Orozco |

|                                                   |                          |                  |       |                                                         |
| 16 november 2014 «onderlinge duels» 20:00 (UTC−5) | Jamaica                  | 2 − 0            | Haïti | Montego Bay Sports Complex Scheidsrechter: Joel Aguilar |
| 16 november 2014 «onderlinge duels» 20:00 (UTC−5) | Dawkins 13' Mattocks 20' | Wedstrijdverslag |       | Montego Bay Sports Complex Scheidsrechter: Joel Aguilar |

### Nummers drie
De beste nummer 3 wordt vijfde van het toernooi plaatst zich voor een play-offwedstrijd tegen de nummer 5 van de Copa Centroamericana 2014.
| Grp | Team         | Pld | G | G | V | DV | DT | DS | Pnt |
| --- | ------------ | --- | - | - | - | -- | -- | -- | --- |
| A   | Frans-Guyana | 3   | 1 | 1 | 1 | 7  | 6  | +1 | 4   |
| B   | Martinique   | 3   | 1 | 1 | 1 | 3  | 4  | −1 | 4   |

## Finaleronde

### Troostfinale
|                                                   |              |                  |                         |                                                                               |
| 18 november 2014 «onderlinge duels» 17:00 (UTC−5) | Cuba         | 1 − 2            | Haïti                   | Montego Bay Sports Complex, Montego Bay Scheidsrechter: Roberto García Orozco |
| 18 november 2014 «onderlinge duels» 17:00 (UTC−5) | Martínez 89' | Wedstrijdverslag | 56' Jérôme 86' Guerrier | Montego Bay Sports Complex, Montego Bay Scheidsrechter: Roberto García Orozco |

### Finale
|                                                   |                                        |              |                                       |                                                                        |
| 18 november 2014 «onderlinge duels» 20:00 (UTC−5) | Trinidad en T.                         | 0 − 0 (n.v.) | Jamaica                               | Montego Bay Sports Complex, Montego Bay Scheidsrechter: Ricardo Cerdas |
| 18 november 2014 «onderlinge duels» 20:00 (UTC−5) | Wedstrijdverslag                       |              |                                       | Montego Bay Sports Complex, Montego Bay Scheidsrechter: Ricardo Cerdas |
| 18 november 2014 «onderlinge duels» 20:00 (UTC−5) | Strafschoppen                          |              |                                       | Montego Bay Sports Complex, Montego Bay Scheidsrechter: Ricardo Cerdas |
| 18 november 2014 «onderlinge duels» 20:00 (UTC−5) | K. Jones Guerra Molino J. Jones Hyland | 3 – 4        | Taylor McAnuff Phillips Seaton Austin | Montego Bay Sports Complex, Montego Bay Scheidsrechter: Ricardo Cerdas |

| Kampioen Caribbean Cup 2014 |
| --------------------------- |
|                             |
| JAMAICA 6e titel            |

Jamaica als winnaar gekwalificeerd voor de Copa América Centenario.

## Doelpuntenmakers
3 doelpunten
- Kervens Belfort
- Darren Mattocks
- Kevin Molino

2 doelpunten
- Ariel Martínez
- Rihairo Meulens

- Gilles Fabien
- Brian Saint-Clair

- Kenwyne Jones
- Wilde-Donald Guerrier

1 doelpunt
- Peter Byers
- Myles Weston
- Jorge Luis Corrales
- Orisbel Leiva
- Yasmany López
- Gianluca Maria
- Gevaro Nepomuceno

- Prince Rajcomar
- Neki Adipi
- Jean-David Legrand
- Mickaël Solvi
- Jean Sony Alcénat
- Mechack Jérôme
- Rodolph Austin

- Simon Dawkins
- Kemar Lawrence
- Yoann Arquin
- Bedi Buval
- José-Thierry Goron
- Ataullah Guerra
- Lester Peltier